# Metamorfosi (ficció)
|  | No s'ha de confondre amb Metamorfosi (mitologia). |

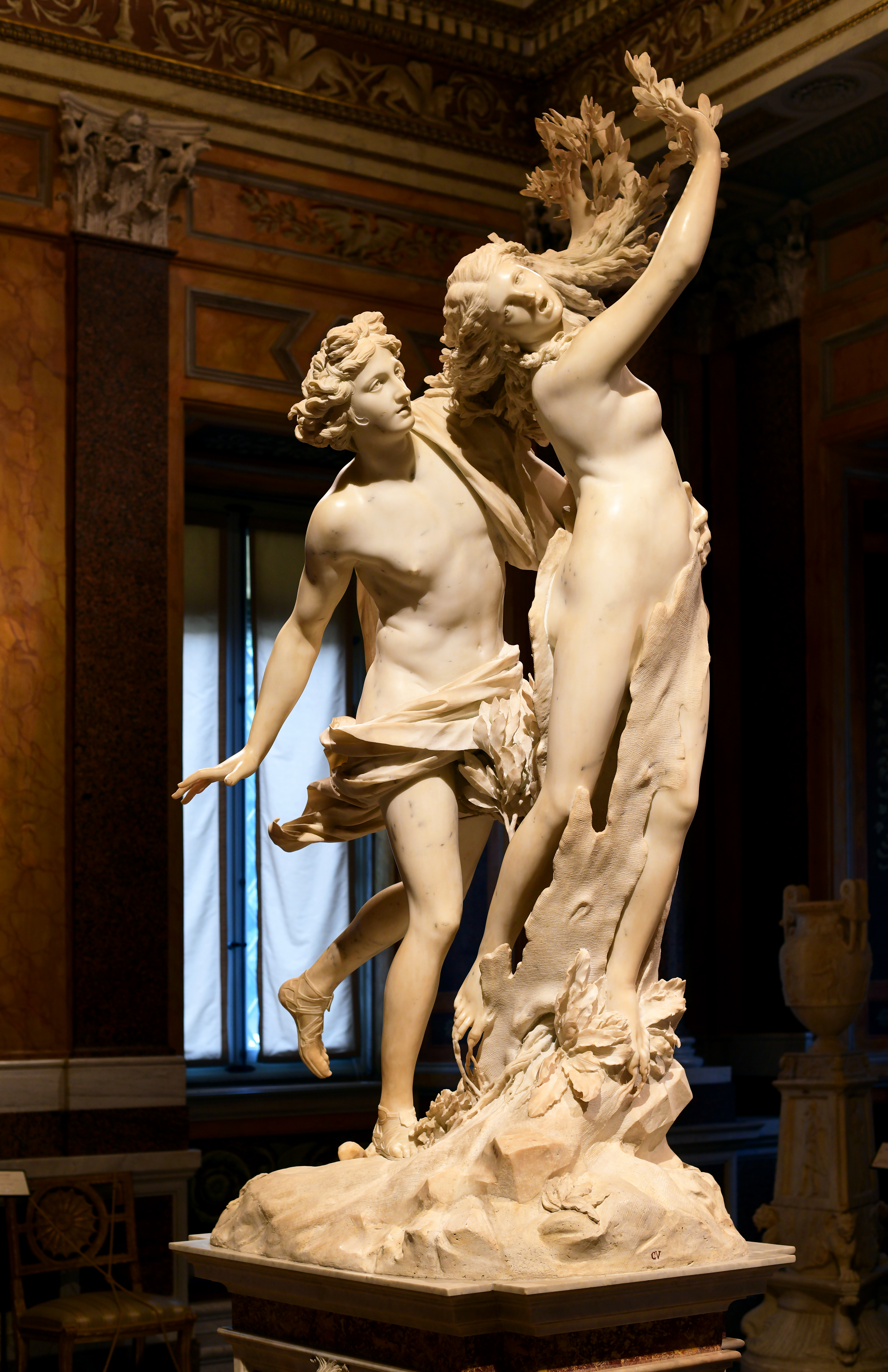
Bernini: Apol·lo perseguint Dafne, que es transforma en un llorer

La metamorfosi (usualment d'éssers humans) és el canvi de forma mitjançant el qual una persona adopta temporalment o de manera definitiva la forma, aparença o personalitat d'un altre ésser, amb molta freqüència d'un animal (teriantropia). La metamorfosi és un tema comú a la ficció, ja des de la mitologia antiga fins als còmics o la literatura de ciència-ficció. La idea del canvi de forma es troba en les formes més antigues de totemisme i xamanisme, així com en la literatura més antiga, com en els poemes èpics de l'Epopeia de Gilgamesh i la Ilíada. En la mitologia grega, l'exemple per excel·lència és el de Proteu, que podia assumir qualsevol forma a condició de no trobar-se immobilitzat; però també els déus de l'Olimp solien transformar-se en animals (Zeus, per exemple, es va transformar en cigne per a posseir Leda, en toro per raptar Europa i en àguila per a emportar-se Ganimedes).
La metamorfosi pot ser total (la persona perd consciència que ho és, es transforma en un altre ésser) o parcial. En aquest darrer cas es distingeix entre els éssers que queden atrapats dins del cos d'altres criatures (conserven la ment humana però no el cos) o els híbrids, on diversos animals formen un tot (com en el cas del minotaure, meitat home meitat brau).

## Àmbits

### Mitologia
En mitologia les metamorfosis són molt freqüents i succeeixen per obra del poder dels déus. Poden adoptar tres formes bàsiques: el déu es transforma voluntàriament en un altre ésser (com Zeus quan vol seduir algunes dones), el déu castiga algú (com Aracne, transformada en aranya) o bé serveix per eludir la mort (com la transformació en constel·lació de Càstor i Pòl·lux). Les Metamorfosis d'Ovidi recullen els principals relats de la mitologia grecollatina on apareixen canvis de forma. Loki canvia freqüentment de forma dins la mitologia germànica, un atribut més del seu caràcter enganyador.
Els xamans creuen que poden adquirir el poder dels animals a través de certs ritus, una tradició present a diverses cultures, com els berserkers nòrdics.

### Contes populars
El conte de fades hereta alguns dels arguments de la mitologia i els reelabora en forma de relat. El canvi de forma se sol esdevenir de manera màgica, com prova la Classificació Aarne-Thompson, que ubica aquestes històries dins el gran grup de contes màgics. No compten com a metamorfosis els animals que poden parlar, ja que malgrat tenir qualitats humanes,
aquests solen mantenir el mateix aspecte durant tot el relat.
Algunes de les metamorfosis són adoptades de forma voluntària pels personatges del conte per enganyar els altres o amagar-se, usant la màgia per disfressar-se sota el cos d'una altra criatura. En aquest cas sempre es manté la consciència. Per exemple a El gat amb botes, el gat repta a l'ogre a transformar-se en un ratolí per poder menjar-se'l. El cas del bessó malvat, que adopta la forma o s'aprofita de la semblança per assolir les seves fites, és un cas menys extrem del mateix fenomen (en aquest cas la transformació succeeix només per als receptors, ja que es tracta en realitat de dues persones diferents).
La major part de metamorofisis, però, prové d'encanteris que són malediccions o càstigs, com a El rei granota o La bella i la bèstia, on un príncep és convertit en cada conte respectivament en una granota o en un monstre per alguna transgressió. Tots dos es tornen a les seves veritables formes després de guanyar-se l'amor d'un humà malgrat la seva aparença.

### Terror
La literatura i, posteriorment, el cinema de terror han adoptat el tema del monstre com una de les icones per fer por. A vegades aquest monstre prové d'una transformació d'un ésser humà (d'àmbit temporal), que aleshores adquireix tots els trets violents d'una bèstia i l'objectiu dels personatges és fugir d'ella o bé matar-la. La mort pot ser l'alliberament definitiu de la persona, que ja no pateix més aquestes metamorfosis no desitjades.
Les criatures amb més èxit dins la ficció de terror són l'home llop i el vampir, on un home adopta la forma d'un llop o d'un ratpenat, respectivament, per atacar les seves víctimes, ambdues amb ajuda de la nit (en el primer cas amb lluna plena). Aquesta associació amb allò fosc prové de les llegendes medievials, on el dimoni adoptava formes diverses per temptar les ànimes.
A L'estrany cas del Dr. Jekyll i Mr. Hyde, un científic boig es transforma en Mr Hyde, que és el seu doble dolent. Aquesta dualitat (monstre com a personalitat amagada o com a sublimació dels defectes d'una persona) és present a molts relats de terror i fantasia. També introdueix una explicació racional per al canvi (un experiment fallit), fet que serà constant en la ficció contemporània, en substitució de la màgia tradicional.

### Cultura popular
- L'univers DC Comics inclou una àmplia gamma de metamorfs, els més destacats són Plastic Man, Martian Manhunter, Clayfaces i Metamorpho.
- Els skrulls són una raça fictícia de Marvel Comics amb el poder de canviar de forma. També a Marvel, Mystique és una metamorfa que pot fer-se idèntica a qualsevol altra persona.
- En l'episodi de Doctor Who "Terror of the Zygons" (1975), els principals antagonistes, anomenats Zygons, poden transformar-se en humans i en altres animals (p. ex., cavalls). No obstant això, necessiten que persona o animal copiat segueixin amb vida per poder tornar a la seva forma natural.[5]
- Star Trek VI: The Undiscovered Country (1991) presentava una presonera que canviava de forma que estava involucrada en gairebé matar James Kirk, però que es va matar ella mateixa.
- Star Trek: The Undiscovered Country (1991) va incloure una presonera que canvia de forma i que va estar involucrada a gairebé assassinar James Kirk, però que en canvi resulta ella assassinada.
- A Cor de tro (1992), protagonitzada per Val Kilmer, el personatge de Jimmy Looks Twice eludeix la seva captura transformant-se en una sèrie d'animals.
- Els Fundadors són una raça d'éssers que poden transformar-se i que apareixen a Star Trek: Deep Space Nine.
- The X-Files resenta una espècie coneguda com els Colonists (colons) que s'estan infiltrant a la Terra per colonitzar el planeta.
- La saga de Crepuscle també inclou personatges que canvien de formes i que poden transformar-se en llops i tenir una força, velocitat, temperatura corporal i procés d'envelliment sobrehumans.[6]
- A Star Wars episodi II: L'atac dels clons (2002), Zam Wesell intenta assassinar a Padmé Amidala. Quan Zam fuig, Anakin va darrere d'ella i descobreix que és capaç de transformar-se. Zam Wesell torna a la seva forma natural quan és assassinada pel seu ocupador.
- L'àlbum de debut de la banda nord-americana Nahr Alhumam porta el nom de "Transmogrification",[7] i conté temes relacionats amb el canvi de forma física i espiritual de la terra com a planeta.
- A Supernatural, personatges que canvien de forma són criatures recurrents de la sèrie. El primer d'aquests personatges va aparèixer per primera vegada a la Temporada 1, Episodi 6 titulat "Skin" (pell).

### Ciència-ficció
L'Ase daurat es pot considerar una de les primeres novel·les de la història i allà ja apareix el canvi de forma que serà un element comú en la ciència-ficció contemporània, si bé amb intenció paròdica, una sàtira que també travessa la literatura moderna, com el cas de Maleït Karma. En la ciència-ficció ortodoxa, aquests canvis tenen tres orígens diferenciats: són mutacions genètiques fruit de l'evolució de certes espècies o de desastres nuclears; provenen dels poders d'algun material màgic o bé són un desenvolupament tecnològic que permeten a tothom transformar lliurement el seu cos.

## Tipus
Les metamorfosis poden produir-se per diverses causes i adoptar diferents funcions narratives. En primer lloc predominen les transformacions fruit d'un càstig, sigui dels déus o una maledicció d'una bruixa. Aquestes metamorfosis provoquen que la persona afectada perdi de forma parcial o no la seva forma humana com a venjança o per haver mostrat un defecte de caràcter (usualment l'orgull). En les històries es pot recuperar l'antiga forma si es realitza una sèrie de tasques o apareix una figura salvadora que desfà l'encanteri.
En alguns casos la nova forma és adquirida de forma casual però atorga nous poders al subjecte, siguin positius o negatius. Els mags i determinades criatures mitològiques poden transformar-se a voluntat per aconseguir els seus propòsits. L'ajudant de diversos contes populars hereta aquesta característica i es transforma per aplanar el camí del seu amo o amic.